# Szua Isnari
Szua Isnari – wieś w Gruzji, w regionie Guria, w gminie Ozurgeti. W 2014 roku liczyła 293 mieszkańców.